# Йоаким фон Вилизен
Йоаким фон Вилизен (на немски: Joachim von Willisen) е германски лесничей и борец от съпротивата, участвал в опита за убийство на фюрера Адолф Хитлер от 20 юли 1944 г.

## Биография
Вилизен е роден в Бяренвалде, Западна Прусия (съвременно Бинце, Полша), работи в германската армия през Първата световна война. През 1923 г. завършва горско стопанство и работи в обществената горска служба.
Вилизен става противник на нацисткия режим, след като неговият чичо Херберт фон Бозе е убит в Нощта на дългите ножове през 1934 г. През 1938 г. той е прехвърлен в Министерството на икономиката на Райха и е в пехотния полк през Втората световна война, където се запознава с бъдещите участници в заговора от 20 юли. Негоден за служба, след като е ранен два пъти, той работи в кантората на горите на Райха. Повлиян от Фриц-Дитлоф фон дер Шуленбург, той става шеф на отдела в държавното министерство на Мекленбург в Шверин през 1943 г.
Вилизен е определен за политически комисар във военния район II (Щетин) след преврата срещу Хитлер. Вилизен е арестуван на 21 юли 1944 г., след като заговорът не успява, но няколко седмици по-късно е освободен, защото Гестапо не може да докаже, че Вилизен е знаел за плановете на заговорниците. Той се завръща в Шверин и оцелява във войната.
След Втората световна война ръководи горския кабинет на Рейнхаузен близо до Гьотинген. Пенсионира се през 1964 г. и почива през 1983 г. в Мюнхен, Западна Германия.